# Episodi di Downton Abbey (sesta stagione)
La sesta e ultima stagione della serie televisiva Downton Abbey è stata trasmessa sul canale britannico ITV1 dal 20 settembre all'8 novembre 2015. È formata da otto episodi e uno speciale di novanta minuti andato in onda a Natale 2015.
In Italia, la stagione è stata trasmessa in prima visione su La 5 dal 31 gennaio al 28 febbraio 2016.
La stagione copre il periodo di tempo dal febbraio al dicembre 1925.
Il cast principale di questa stagione è formato da Hugh Bonneville, Laura Carmichael, Jim Carter, Raquel Cassidy, Brendan Coyle, Michelle Dockery, Kevin Doyle, Michael Fox, Joanne Froggatt, Matthew Goode, Robert James-Collier, Allen Leech, Phyllis Logan, Elizabeth McGovern, Sophie McShera, Lesley Nicol, David Robb, Maggie Smith, Penelope Wilton. Lily James e Rose Leslie ricompaiono come guest star.
| nº       | Titolo originale | Titolo italiano  | Prima TV UK       | Prima TV Italia  |
| -------- | ---------------- | ---------------- | ----------------- | ---------------- |
| 1        | Episode One      | Episodio uno     | 20 settembre 2015 | 31 gennaio 2016  |
| 2        | Episode Two      | Episodio due     | 27 settembre 2015 | 31 gennaio 2016  |
| 3        | Episode Three    | Episodio tre     | 4 ottobre 2015    | 7 febbraio 2016  |
| 4        | Episode Four     | Episodio quattro | 11 ottobre 2015   | 7 febbraio 2016  |
| 5        | Episode Five     | Episodio cinque  | 18 ottobre 2015   | 14 febbraio 2016 |
| 6        | Episode Six      | Episodio sei     | 25 ottobre 2015   | 14 febbraio 2016 |
| 7        | Episode Seven    | Episodio sette   | 1º novembre 2015  | 21 febbraio 2016 |
| 8        | Episode Eight    | Episodio otto    | 8 novembre 2015   | 21 febbraio 2016 |
| Speciale |                  |                  |                   |                  |
| –        | The Finale       | Il finale        | 25 dicembre 2015  | 28 febbraio 2016 |

## Episodio uno
- Titolo originale: Episode One
- Diretto da: Minkie Spiro
- Scritto da: Julian Fellowes

### Trama
Aprile 1925. Elsie Hughes, preoccupata di trovarsi in imbarazzo quando dovrà svolgere i suoi doveri coniugali una volta sposato Carson, chiede aiuto alla signora Patmore per sapere che cosa ne pensi l'uomo sulla questione. Quando la signora Patmore riesce a chiederglielo, Carson risponde che si aspetta un matrimonio completo, rassicurando la signora Hughes delle sue buone intenzioni. Intanto, viene annunciato che l'ospedale locale sarà assorbito dall'ospedale della contea e il consiglio d'amministrazione si divide: Violet obietta perché così i bisogni di Downton passeranno in secondo piano, mentre Isobel approva la manovra, che metterà a disposizione dei pazienti le tecniche mediche più all'avanguardia.
Rita Bevan, una ex domestica dell'hotel dove Mary aveva passato alcuni giorni con Tony Gillingham, le chiede di pagare il suo silenzio con mille sterline, ma Mary rifiuta; la signora Bevan, tuttavia, si rivolge a Robert, che gliene paga cinquanta e le fa firmare una confessione per impedire altri ricatti futuri. Il conte accetta anche che sia Mary ad amministrare da sola la tenuta. Bates e Anna vengono invece scagionati dall'accusa di aver ucciso il signor Green perché una donna, sua vittima, ha confessato l'omicidio. La gioia di Anna è però offuscata dall'impossibilità di portare a termine una gravidanza perché ha già avuto due aborti spontanei. I Crawley assistono anche all'asta dei beni di una tenuta vicina, che ha bisogno di denaro per pagare i debiti. All'asta, Daisy protesta aspramente con il nuovo proprietario perché suo suocero, il signor Mason, potrebbe perdere la fattoria che ha in affitto sul terreno della tenuta; tuttavia, il suo intervento le si rivolta contro, scatenando l'ira del nuovo proprietario. Anche i Crawley non approvano il suo intervento, ma Cora decide di non licenziare Daisy.
- Ascolti UK: telespettatori 10 320 000[3]
- Ascolti Italia: telespettatori 401 000 - share 1,60%[4]

## Episodio due
- Titolo originale: Episode Two
- Diretto da: Minkie Spiro
- Scritto da: Julian Fellowes

### Trama
Aprile 1925. Mentre il conflitto tra Violet e Isobel per l'ospedale continua a inasprirsi, Carson ed Elsie proseguono con i preparativi del loro matrimonio. Mary offre a Carson di tenere il ricevimento nel salone della casa, ma Elsie vorrebbe un posto che meglio rappresenti lei e il futuro marito; tuttavia, Carson non riesce a opporsi a Lady Mary e tra la coppia di futuri sposi nascono delle tensioni. A causa della notizia che il personale di Downton potrebbe essere ridotto, Thomas inizia a guardarsi intorno alla ricerca di un altro lavoro perché crede che sarà lui il primo a essere licenziato, mentre il signor Molesley aiuta Daisy, preoccupata per la situazione venutasi a creare con il signor Mason, a prepararsi per gli esami scolastici. Intanto, a Londra, Edith si ritrova a lottare contro il direttore del giornale, il signor Skinner, che non accetta che sia una donna a dargli ordini e rifiuta tutte le sue idee; anche Mary e Anna si recano in città per consultare un dottore, che comunica ad Anna che i suoi aborti sono dovuti a un'incompetenza cervicale, un problema che però può essere risolto con un piccolo intervento durante la gravidanza successiva. Per la fiera del bestiame, Mary decide di presentare i maiali del signor Drewe, ma, nell'andare a controllare le bestie alla fattoria dell'uomo, porta con sé anche Marigold, turbando la signora Drewe. Robert suggerisce al fittavolo che forse sarebbe meglio trasferirsi, ma l'uomo non vuole lasciare la casa dove è cresciuto; tuttavia, quando la signora Drewe rapisce Marigold alla fiera durante un attimo di distrazione dei Crawley, il signor Drewe accetta il consiglio di Robert.
- Ascolti UK: telespettatori 10 040 000[3]
- Ascolti Italia: telespettatori 401 000 - share 1,60%[4]

## Episodio tre
- Titolo originale: Episode Three
- Diretto da: Philip John
- Scritto da: Julian Fellowes

### Trama
Maggio 1925. Quando la signora Patmore dice a Cora che la signora Hughes non gradisce che il ricevimento di nozze si tenga a Downton, Cora invita la donna a un incontro con tutta la famiglia Crawley e la incoraggia a dare voce alle sue opinioni, sostenendo la sua scelta e facendo fare un passo indietro a Carson, mentre Lady Violet cerca di spingere Robert a sostenere il suo punto di vista riguardo alla fusione dell'ospedale. Anche Edith ha le sue difficoltà alla sede del giornale, dove, esasperata, licenzia il direttore; fortunatamente incontra un suo vecchio conoscente, Bertie Pelham, che si offre di darle una mano a preparare il numero della rivista da pubblicare il mattino seguente. Intanto, Anna rivela a Mary di essere di nuovo incinta, mentre Thomas sostiene un colloquio per lavorare alla decrepita Dryden Park, ma poi rifiuta l'offerta. Carson e la signora Hughes si sposano infine in chiesa: durante il ricevimento, Tom fa la sua comparsa con la piccola Sybil, annunciando di sentire la mancanza di Downton e di essere tornato da Boston per restare.
- Ascolti UK: telespettatori 10 040 000[3]
- Ascolti Italia: telespettatori 463 000 - share 1,80%[5]

## Episodio quattro
- Titolo originale: Episode Four
- Diretto da: Philip John
- Scritto da: Julian Fellowes

### Trama
Maggio 1925. Violet invita la sua amica Lady Shackleton a una cena a Downton per avere un'alleata che sostenga che l'ospedale debba restare indipendente. Lady Shackleton si presenta insieme al nipote, Henry Talbot, un pilota di auto da corsa che Mary aveva conosciuto a settembre dell'anno prima durante la caccia al fagiano organizzata dai suoceri di Rose, e che la corteggia. Anche Rosamund arriva insieme ai signori Harding, legati a un collegio femminile di cui è fiduciaria, e Anna riconosce nella signora Harding l'amica Gwen, ex cameriera di Downton che lasciò il servizio per diventare segretaria. Thomas cerca di mettere in imbarazzo Gwen di fronte ai Crawley, che non l'hanno riconosciuta, rivelando il suo passato a servizio, ma l'occasione dà modo a Gwen di raccontare quanto Lady Sybil fosse stata buona con lei, commuovendo la famiglia. Intanto, il sergente Willis chiede alla Baxter di testimoniare contro Peter Coyle, l'uomo che la spinse a rubare i gioielli alla sua precedente datrice di lavoro, ma la donna è riluttante e accetta solo quando Molesley la incoraggia; Daisy, invece, è infuriata con Cora perché la tenuta del tasso, che lei credeva sarebbe sicuramente andata al signor Mason una volta partiti i Drewe, potrebbe essere invece destinata ad altri usi. Nonostante tutti gli altri dipendenti la avvertano che sta per commettere un'offesa che le farà perdere il lavoro, Daisy decide di affrontare Cora, ma la sua sfuriata viene prevenuta da Robert, che le comunica che la tenuta andrà al signor Mason. Mentre Robert accusa dei problemi di ulcera, Anna si sente male in serata e Mary la porta urgentemente a Londra dal dottore per sottoporla all'intervento alla cervice, salvando il bambino. Anna annuncia quindi al marito la gravidanza. Carson e la signora Hughes tornano dalla loro luna di miele a Scarborough, trasferendosi nel cottage preparato per loro, e la nuova signora Carson decide di farsi chiamare ancora Hughes dai padroni per evitare confusione.
- Ascolti UK: telespettatori 10 390 000[3]
- Ascolti Italia: telespettatori 463 000 - share 1,80%[5]

## Episodio cinque
- Titolo originale: Episode Five
- Diretto da: Philip John
- Scritto da: Julian Fellowes

### Trama
Maggio 1925. La signora Patmore, Daisy e Andy aiutano il signor Mason a trasferirsi nella sua nuova fattoria. Andy si offre di dargli una mano perché il suo sogno è fare l'agricoltore e il signor Mason gli consegna dei libri da studiare; Andy, però, non sa leggere e, quando Thomas si propone come suo insegnante, il ragazzo accetta, a patto che rimanga un segreto. Intanto, Edith assume Laura Edmunds come nuova direttrice del giornale e accetta la corte di Bertie Pelham, mentre Molesley accompagna la Baxter al processo, ma la donna non viene chiamata a testimoniare perché Coyle si dichiara colpevole. Carson e la signora Hughes iniziano la loro vita da coppia sposata nel cottage, ma l'uomo, abituato ai pasti e al servizio perfetti che si trovano a Downton, si lamenta ingenuamente, ma continuamente, della cucina della moglie, arrivando a chiedere alla signora Patmore di insegnarle. La signora Denker, cameriera personale di Violet, incontra il dottor Clarkson al villaggio e lo accusa di essere un traditore perché sta cambiando idea riguardo al piano di gestione degli ospedali. Il dottore lo fa sapere a Violet, che licenzia la Denker, ma quest'ultima minaccia Spratt di rivelare che lui nascose il nipote evaso se non intercederà per lei presso sua signoria, e riottiene il lavoro. Lady Violet, intanto, invita il Ministro della Sanità Neville Chamberlain a cenare a Downton per convincerlo a intervenire contro il piano di gestione degli ospedali. Durante la serata, però, Robert vomita sangue e viene portato, svenuto, all'ospedale, dove gli viene diagnosticata un'ulcera perforata e viene sottoposto a una gastrectomia. Nonostante il padre sopravviva, Mary dice a Tom che d'ora in poi dovranno essere loro a mandare avanti la tenuta per non far stressare Robert; la donna inizia anche a sospettare qualcosa a proposito di Marigold dopo aver sentito un commento tra Cora e Violet.
- Ascolti UK: telespettatori 10 600 000[3]
- Ascolti Italia: telespettatori 425 000 - share 1,66%[6]

## Episodio sei
- Titolo originale: Episode Six
- Diretto da: Michael Engler
- Scritto da: Julian Fellowes

### Trama
Inizio giugno 1925. Mentre Carson continua a criticare la signora Hughes sulle sue capacità di casalinga, il consiglio d'amministrazione del Downton Cottage Hospital approva la fusione con il Royal Yorkshire Hospital e invita Cora a sostituire Lady Violet come presidente per evitare problemi in futuro. Intanto, Mary porta Tom a Londra, dove incontrano Henry, che li invita a una corsa automobilistica e dice a Mary che si sta innamorando di lei. Al ritorno a Downton, Mary e Tom aprono la casa di famiglia al pubblico per raccogliere fondi per l'ospedale. Bertie, che Edith presenta ai familiari, persuade Cora, Mary e Edith a fare da guide per la casa, ma le tre donne, non conoscendo nulla della storia di Downton, si ritrovano a inventare. Durante l'apertura, Lady Violet, scoperto di essere stata sostituita da Cora all'ospedale, arriva preda dell'ira e accusa di tradimento il figlio e la nuora. Intanto, Carson chiede a Thomas dei suoi incontri con Andy, causandogli molta angoscia, mentre il signor Molesley riceve la proposta di aiutare a scuola affiancando l'insegnante.
- Ascolti UK: telespettatori 10 310 000[3]
- Ascolti Italia: telespettatori 425 000 - share 1,66%[6]

## Episodio sette
- Titolo originale: Episode Seven
- Diretto da: David Evans
- Scritto da: Julian Fellowes

### Trama
Luglio 1925. Isobel è perplessa nel ricevere un invito al matrimonio del figlio di Lord Merton, Larry, con Amelia Cruikshank, ben sapendo che Larry l'aveva insultata pesantemente, portandola a rompere il breve fidanzamento con Lord Merton. Violet, sospettosa, affronta quindi Amelia e l'accusa di volere che Isobel sposi Lord Merton solo per prendersi cura al posto suo dell'uomo quando diventerà anziano. Intanto, Henry Talbot invita i Crawley ad assistere a una gara automobilistica alla quale parteciperà, ma, durante la corsa, il suo amico Charlie muore schiantandosi con la vettura: memore dell'incidente che le portò via Matthew, Mary si allontana da Henry dicendogli che non è l'uomo giusto per lei.
Durante l'assenza da Downton della famiglia, Daisy e Molesley sostengono gli esami scolastici, e il secondo, grazie agli ottimi risultati, ottiene un posto da insegnante alla scuola. Quando a Andy viene chiesto di leggere durante un modesto picnic, il ragazzo ammette di essere analfabeta e il direttore della scuola del paese si offre di insegnargli, mentre la signora Hughes finge di essersi fatta male a una mano, costringendo Carson a cucinare e pulire casa, e prendendosi così la sua rivincita per i commenti pungenti del marito. Contemporaneamente, la pensione della signora Patmore accoglie i primi ospiti e Bertie propone a Edith di sposarlo, ma la donna gli chiede del tempo per pensarci. Al ritorno a Downton, i Crawley scoprono che Violet è partita per il sud della Francia per sbollire la rabbia dovuta alla questione dell'ospedale; prima di andare, però, la contessa madre ha lasciato in dono a Robert un cucciolo di cane a cui viene dato il nome «Tia».
- Ascolti UK: telespettatori 10 490 000[3]
- Ascolti Italia: telespettatori 477 000 - share 2,04%[7]

## Episodio otto
- Titolo originale: Episode Eight
- Diretto da: David Evans
- Scritto da: Julian Fellowes

### Trama
Agosto 1925. Alla morte del cugino del quale amministrava i beni, Bertie diventa marchese: nonostante Robert sia deliziato dalla cosa perché ciò lo rende un migliore partito per Edith, quest'ultima esita perché non sa se dirgli che Marigold è sua figlia. Intanto, Tom cerca di convincere Mary a dare una seconda possibilità a Henry, arrivando a invitarlo a Downton nonostante la cognata non lo voglia vedere. Durante il soggiorno, l'uomo affronta Mary, accusandola di non volere stare con lui perché non è ricco, e il mattino dopo se ne va: irritata da questo comportamento, Mary – che lo era venuto a sapere incalzando Tom – rivela a Bertie che Marigold è figlia di Edith e l'uomo lascia Downton perché Edith non si è fidata di lui. Arrabbiata con la sorella, Edith parte per Londra, dove lei e la caporedattrice scoprono che la giornalista apprezzata dal pubblico per una rubrica sulla rivista e a cui vorrebbero affidare un'intera pagina, è Spratt, il maggiordomo di Violet. Intanto, le prenotazioni alla pensione della signora Patmore vengono annullate quando si scopre che due ospiti erano in realtà una coppia di adulteri. Per mostrare il loro sostegno, Rosamund, Cora e Robert si recano lì per un tè, facendo immortalare la loro visita a un fotografo. Mentre Molesley inizia a insegnare e Daisy scopre di aver superato gli esami, Thomas tenta il suicidio tagliandosi le vene, ma viene salvato da Andy, dalla signora Baxter e dalla signora Hughes, e Robert decide di aspettare a licenziarlo.
Dopo la partenza di Henry, Tom sfida Mary ad abbandonare il suo atteggiamento negativo e fa tornare Violet dalla Francia per parlare con lei. Mary rivela alla nonna la paura che Henry possa morire in un incidente stradale come Matthew, ma Violet l'aiuta a capire che lo ama davvero. Henry viene quindi invitato nuovamente a Downton e Mary accetta di sposarlo; visto che l'uomo ha già una licenza di matrimonio, la coppia si sposa subito nella chiesa del paese con una cerimonia semplice. Per l'occasione, Mary ed Edith si riconciliano.
- Ascolti UK: telespettatori 11 115 000[3]
- Ascolti Italia: telespettatori 477 000 - share 2,04%[7]

## Il finale
- Titolo originale: The Finale
- Diretto da: Michael Engler
- Scritto da: Julian Fellowes

### Trama
Settembre 1925. Mentre Carson inizia a dare segni di tremore alle mani – di cui soffrivano anche il padre e il nonno –, Thomas viene assunto da una coppia di nobili anziani, ma è infelice, e Molesley lascia il servizio da cameriere quando gli viene offerto un posto fisso come insegnante, oltre a un cottage dove stare, visto che un professore sta per andare in pensione. Lord Merton dice ad Isobel che lui soffre di anemia perniciosa e che sta morendo, ma la nuora Amelia impedisce alla donna di vederlo, finché l'intervento di Violet non mette a nudo il comportamento di Amelia e Isobel annuncia che sposerà Lord Merton e lo accudirà. Andy, invece, è innamorato di Daisy, che però è disinteressata, ma il suo interesse per lui cresce a poco a poco quando passano il tempo ad aiutare il signor Mason alla fattoria, dove Daisy decide infine di trasferirsi.
Durante una visita a Londra di Edith, Mary organizza, con la complicità di Rosamund, un incontro tra Edith e Bertie: quest'ultimo rinnova la sua proposta di matrimonio e la donna accetta. Insieme a Robert e Cora, Edith si reca quindi a Brancaster per conoscere la futura suocera e tenere il ricevimento per il fidanzamento ufficiale: nonostante l'opinione di Bertie di tacere alla madre – donna moralista – la vera identità di Marigold, Edith le racconta tutto, conquistandosi invece la sua fiducia.
Alla vigilia di Capodanno, tutti si riuniscono per il matrimonio di Edith e Bertie, compresi Atticus e Rose. Quest'ultima porta Robert, geloso per le attenzioni che la moglie riserva all'ospedale, a vedere l'operato di Cora, facendolo ricredere. Tom e Henry, che ha deciso di ritirarsi dalle corse, annunciano a Mary di aver aperto insieme un'attività di vendita di auto usate, e lei stessa sorprende Henry dicendogli di essere incinta. Il dottor Clarkson visita nuovamente Lord Merton, sorpreso del fatto che le sue condizioni di salute non stanno peggiorando, e scopre che soffre di semplice anemia; la signora Denker scopre che Spratt scrive per la rivista di Edith e cerca di farlo licenziare da Violet, che però lo tiene con sé, apprezzando molto la sua rubrica. Durante il ricevimento di matrimonio, Anna viene colta dalle doglie in camera di Mary e partorisce un maschio, mentre Carson si rende conto che la sua malattia gli impedisce di esercitare pienamente le sue funzioni e annuncia che si licenzierà; Robert, però, suggerisce a Carson di restare come supervisore e a Thomas di prenderne il posto, e la soluzione viene accettata all'unanimità. Conclusa la festa, Edith e Bertie partono per la luna di miele, Violet accetta che Cora abbia assunto la sua posizione di primo piano all'interno della famiglia, riconciliandosi con lei, e l'intera famiglia festeggia l'arrivo del 1926.
- Ascolti UK: telespettatori 11 220 000[3]
- Ascolti Italia: telespettatori 512 000 - share 1,92%[8]